# Неусыхин, Александр Иосифович
Алекса́ндр Ио́сифович Неусы́хин (7 [19] января 1898, Москва — 22 октября 1969, там же) — советский историк-медиевист, специалист по социально-экономической истории раннего Средневековья. Доктор исторических наук (1946), профессор. Четверть века преподавал в МИФЛИ и МГУ. Старший научный сотрудник Института истории АН СССР (с 1936 года).
На обширном материале источников проследил процесс превращения свободных общинников в зависимых крестьян у разных народов в период раннего Средневековья, показал общее и особенное в этом процессе, раскрыл специфику феодализации Германии в VII—XII веках. Главный труд — «Возникновение зависимого крестьянства в Западной Европе VI—VIII веков» (1956).
Кавалер ордена Трудового Красного Знамени (27.03.1954).

## Биография
Его отец был земским врачом, а мать — земским фельдшером. Раннее детство прошло в селе Борисовщина Смоленской губернии. От родителей Неусыхин получил прекрасное знание русской литературы, любовь к которой будет сопровождать всю его жизнь: «Это было для него не развлечением или отдыхом, а таким же, если не более важным путём постижения мира и человека, как и научное творчество».
Проучившись три года в Рижском реальном училище А. Ю. Миллера (1907—1910), с переездом матери в Ярославскую губернию в 1910 г. перешёл в Ростовскую гимназию А. Л. Кекина. Там директором был историк, один из учеников П. Г. Виноградова — С. П. Моравский, а историю преподавал Е. А. Мороховец, открыто излагавший гимназистам материалистическое понимание истории. В гимназии, построенной на средства частного благотворителя, были созданы условия для воспроизводства в обучении либеральных взглядов, она пользовалась правом приглашать преподавателей по усмотрению педагогического совета. Сам Неусыхин впоследствии отмечал, что уже с юного возраста «знал» марксизм: «Я получал из-под полы Маркса и Плеханова… и Ленина и читал их, опасаясь, что я буду вскрыт и что меня могут исключить из гимназии».
Окончив в 1916 году гимназию с золотой медалью и с отметкой об особой склонности к гуманитарным наукам, по воле отца поступил на медицинский факультет Московского университета и проучился там два года, уделив особое внимание занятиям общей химией. В 1918 году Неусыхин перевёлся на Историко-филологический факультет, который как Историческое отделение факультета общественных наук окончил в конце 1921 года. Среди курсов, им прослушанных (опуская традиционные), — история христианства (Р. Ю. Виппер), история городского строя средних веков (Д. М. Петрушевский), история мировоззрений, учение о развитии общественных форм.
В Университете в результате экзамена по общему курсу средних веков Д. М. Петрушевский пригласил его в число участников своего семинара. Оказав ему столь большую честь, Д. М. Петрушевский не обманулся и впоследствии высоко оценил способности одарённого студента, который стал одним из самых близких его учеников. В 1922 г. Неусыхин превосходно защитил дипломную работу по теме «Экономическая организация королевского поместья эпохи Каролингов по Capitulare de villis».
С октября 1920 года по ноябрь 1924 года А. И. Неусыхин работал в библиотеке Социалистической академии и в Институте Маркса и Энгельса в должности хранителя кабинета истории Франции, позднее — истории Германии и кабинета социологии, в 1924 году был зачислен научным сотрудником, а затем аспирантом и секретарём секции средневековой истории Института истории РАНИОН.
В феврале 1929 года защитил кандидатскую диссертацию «Общественный строй древних германцев», которая в том же году была издана в виде монографии, ставшей одной из первых крупных работ в советской медиевистике (тогдашние критики полагали, что на этой работе «лежала сильная печать А. Допша»). С 1927 по 1930 год Неусыхин работал доцентом средневековой истории Московского индустриально-педагогического института им. К. Либкнехта. В эти же годы сотрудничал в редакции Большой советской энциклопедии в качестве помощника редактора отдела западной истории и как автор статей.
В 1931—1934 годах А. И. Неусыхин не имел возможности публиковаться, преподавать и вообще работать в научных учреждениях исторического профиля. В начале этого периода он работал старшим библиографом (по другим сведениям, научным консультантом) в музее Центра народоведения, а с ноября 1931 по июнь 1934 года — старшим научным сотрудником Всесоюзной ассоциации сельскохозяйственной библиографии при библиотеке им. В. И. Ленина.
В 1934 году после восстановления преподавания истории в вузах СССР, Неусыхин возвращается к научной и преподавательской деятельности. С марта 1934 года он состоял старшим научным сотрудником Государственной академии материальной культуры им. Н. Я. Марра, а с 1936 года — в Институте истории (с 1968 года — Институт всеобщей истории) Академии наук СССР. С 1934 года — профессор, с 1940 года — заведующий кафедрой средневековой истории Московского института истории, философии и литературы им. Н. Г. Чернышевского. Одновременно он преподавал историю средних веков в ряде московских вузов, в том числе на историческом факультете МГУ.
В 1941—1942 годах в эвакуации в Томске. Преподавал и заведовал кафедрами в Томском государственном педагогическом институте и Томском государственном университете.
В 1942—1943 годах находился в эвакуации в Свердловске, исполняющий обязанности там заведующего кафедрой средневековой истории Московского государственного университета. Преподавал в Уральском университете.
Докторская диссертация — «Собственность и свобода в варварских Правдах» (1946). Под началом Неусыхина было выполнено свыше двадцати кандидатских диссертаций.
В 1949 году попал под кампанию против космополитизма (заступился за него В. П. Волгин). Обвинялся в частности как наиболее ярко выражавший "преклонение" перед западной буржуазной историографией. При этом можно заметить, что одновременно Неусыхин назывался "очень уважаемым у нас профессором". Антон Свешников отмечал: "«Старые» медиевисты продолжали жить и работать. Но стиль их работ стал иным. Они, за исключением, может быть, А.И. Неусыхина, были сломлены". Сам он высказывался (в 1949 году): "Я вооружен в духе борьбы с фашизмом… и надеюсь, как мои скромные силы пригодились в борьбе с фашизмом немецким, они пригодятся когда-нибудь и в борьбе с фашизмом англо-американским".
В 1960-е гг. им была выдвинута гипотеза об особой «переходной» (дофеодальной) стадии развития германских (сакских, англосаксонских, фризских и т.д.) обществ в раннее Средневековье. Как отмечает М. В. Земляков, "Неусыхин создал законченную концепцию развития германских племен поздней Античности и раннего Средневековья".
Похоронен на 58 участке Ваганьковского кладбища.

### Семья
- Отец — Иосиф-Буним Израилевич (в быту Иосиф Яковлевич) Неусыхин (1870—?), врач (1897)[7][21], земский врач в селе Борисовщина Духовщинского уезда Смоленской губернии[22], затем в селе Кемцы Валдайского уезда Новгородской губернии (младший брат отца, Хаим-Гилель Израилевич Неусыхин, служил земским врачом там же)[23] и, наконец, в селе Верхняя Писаревка Волчанского уезда Харьковской губернии[24].
- Мать — Ривка (Ревекка) Калмановна (в быту Елизавета Алексеевна) Неусыхина (в девичестве Имянитова[7], 1861—1942)[12], родом из Режицы (Витебской губернии), в 1890 году фельдшерица в Тушинской земской больнице Московского уезда[25].
- Жена — Маргарита Николаевна (Гитель Нафтальевна) Неусыхина (в девичестве Кобленц[12][26], 1897—1982)[12], родом из Якобштадта, выпускница естественного отделения историко-философского факультета Московских высших женских курсов[27]; сестра библиографа и книговеда Йоэля Нафтальевича Кобленца. А. И. Неусыхин познакомился и подружился с семьёй Кобленц ещё ребёнком[14][26].
  - Дочь — Елена Александровна Огнева [7] (1924—1985)[12], по образованию биолог; жена историка архитектуры Б. А. Огнева.

## Отзывы
Историк Израиль Бружеставицкий (1922—2006): «Неусыхин... так рассказывал об экономических отношениях средневековья или о «Великой Хартии вольностей», как будто это [были] авантюрные романы. На его семинаре по средневековью кипели страсти. ...Я оказался в числе немногих любимых учеников А. И. Неусыхина. Он в традициях Российской профессуры приглашал нас домой, поил чаем с печеньем и бутербродами, давал книги из своей библиотеки (с возвратом!). Темы домашних бесед — только наука».
- Ю. Л. Бессмертный:  «Помните, что Неусыхин — неповторимая величина в нашей науке...»[5][29]

«Неусыхин был прежде всего педагог, затем уже исследователь. Педагог он был великолепный, возился с нашим семинаром, с каждым из нас, у нас происходили регулярные встречи. [...] Он любил нас, любил это дело, работал с нами бесконечно много», — вспоминал про своего учителя Арон Яковлевич Гуревич.

## Основные работы
- Общественный строй древних германцев. — М., 1929.
- Общественный строй лангобардов в VI—VII веках // Средние века. — 1942. — Вып. 1. — С. 20—42.
- Возникновение зависимого крестьянства как класса раннефеодального общества в Западной Европе VI—VIII вв. — М.: Издательство АН СССР, 1956. — 420 с.
  - Die Entstehung der abhängigen Bauernschaft als Klasse der frühfeudalen Gesellschaft in Westeuropa vom 6. bis 8. Jahrhundert. В., 1961;
- К вопросу об эволюции форм семьи и земельного аллода у аллеманов в VI—IX вв. (в связи с толкованием термина "генеалогия") // Средние века. — 1956. — Вып. 8. — С. 55—69.
- Новые данные по источниковедению Салической правды // Средние века. — 1960. — Вып. 17. — С. 394—409.
- Судьбы свободного крестьянства в Германии в VIII—XII вв. — М.: Наука, 1964. — 333 с.
- От Античности к Средневековью // История Италии / Институт истории АН СССР, ред. коллегия: С. Д. Сказкин, К. Ф. Мизиано, С. И. Дорофеев. — М.: Наука, 1970. — Т. 1 / отв. ред. С. Д. Сказкин. Под ред. Л. А. Котельниковой и В. И. Рутенбурга. — С. 9—70. — 580 с. — 19 250 экз.
- Проблемы европейского феодализма. — М.: Наука, 1974. — 537 с.
- Письма А. И. Неусыхина к Е. Е. Слуцкому, А. И. Рубину, Е. А. Неусыхиной (1942—1948) // автор публикации: Л.Т. Мильская Путь. Международный философский журнал. — 1993. — № 4. — С. 328—372.